# Talysarn
Talysarn es una localidad situada en el condado de Gwynedd, en Gales (Reino Unido), con una población estimada a mediados de 2016 de 1110 habitantes.
Se encuentra ubicada al noroeste de Gales, junto a la península de Lleyn, el parque nacional de Snowdonia, la costa de la mar de Irlanda y frente a la isla de Anglesey.